# Bálint Fekete
Bálint Fekete (Gyula, Mađarska, 27. lipnja 1995.) je mađarski rukometaš i nacionalni reprezentativac koji igra na poziciji desnog krila.

## Karijera
Fekete je rukometnu karijeru započeo u Pick Szegedu, najprije u mlađem a kasnije u seniorskom uzrastu. S klubom je 2018. godine osvojio mađarsko prvenstvo. Nakon tog uspjeha igrač seli u Španjolsku gdje potpisuje za Ciudad de Logroño. Te sezone je zabio 37 golova za klub te je s njime osvojio osmo mjesto, a nakon toga, desno krilo karijeru nastavlja u Ciudad Encantadi.
Na reprezentativnoj razini, Bálint je za Mađarsku debitirao u lipnju 2017. tijekom kvalifikacijske utakmice protiv Latvije.

## Vanjske poveznice
- Profil rukometaša na službenim web stranicama EHF-a  Arhivirana inačica izvorne stranice od 11. siječnja 2020. (Wayback Machine)